# Багичев, Алексей Владимирович
Алексей Владимирович Багичев (род. 9 ноября 1977, Череповец, Вологодская область) — российский хоккеист, нападающий, тренер.

## Биография
Воспитанник череповецкого хоккея. играл за команды «Металлург-2» / «Северсталь-2» Череповец (1992/93 — 1997/98), «Северсталь» (1996/97 — 1997/98 — 8 матчей в Суперлиге), «Спартак» Санкт-Петербург (1998/99), «Динамо-Энергия» Екатеринбург (1999/2000 — 2002/03 - 43 матча в Суперлиге), «Газовик» Тюмень (2003/04), «Металлург» Лиепая (2004/05).
С 2010 года — тренер в школе «Северстали». В сезонах 2018/19 — 2020/21 — главный тренер команды НМХЛ «Металлург» Череповец. Тренер в команде МХЛ «Алмаз» (2021—2023, с 2024).